# Saint-Hilaire-Peyroux
Saint-Hilaire-Peyroux is een gemeente in het Franse departement Corrèze (regio Nouvelle-Aquitaine). De plaats maakt deel uit van het arrondissement Tulle. Saint-Hilaire-Peyroux telde op 1 januari 2022 997 inwoners. In de gemeente ligt spoorwegstation Aubazine-Saint-Hilaire.

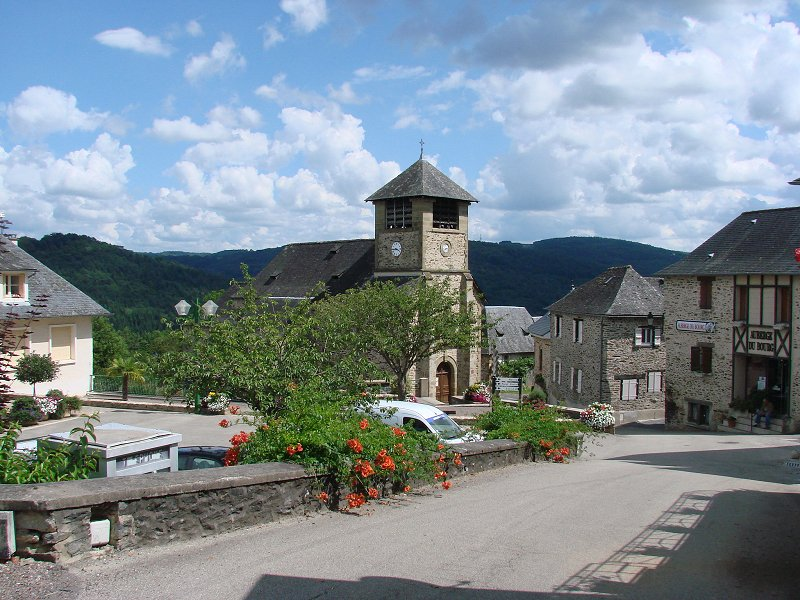
Centrum van Saint-Hilaire-Peyroux
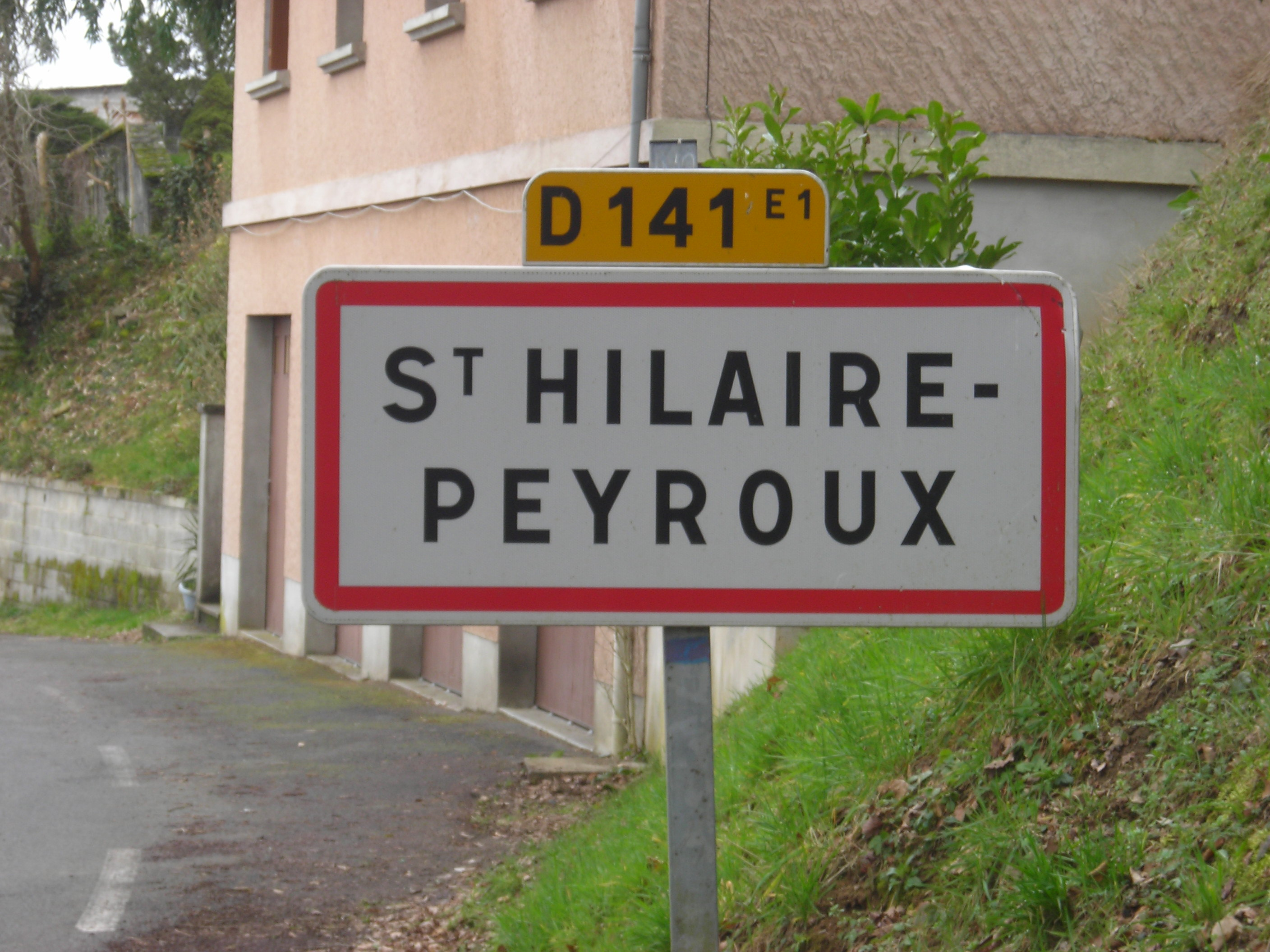
Dorpsrand
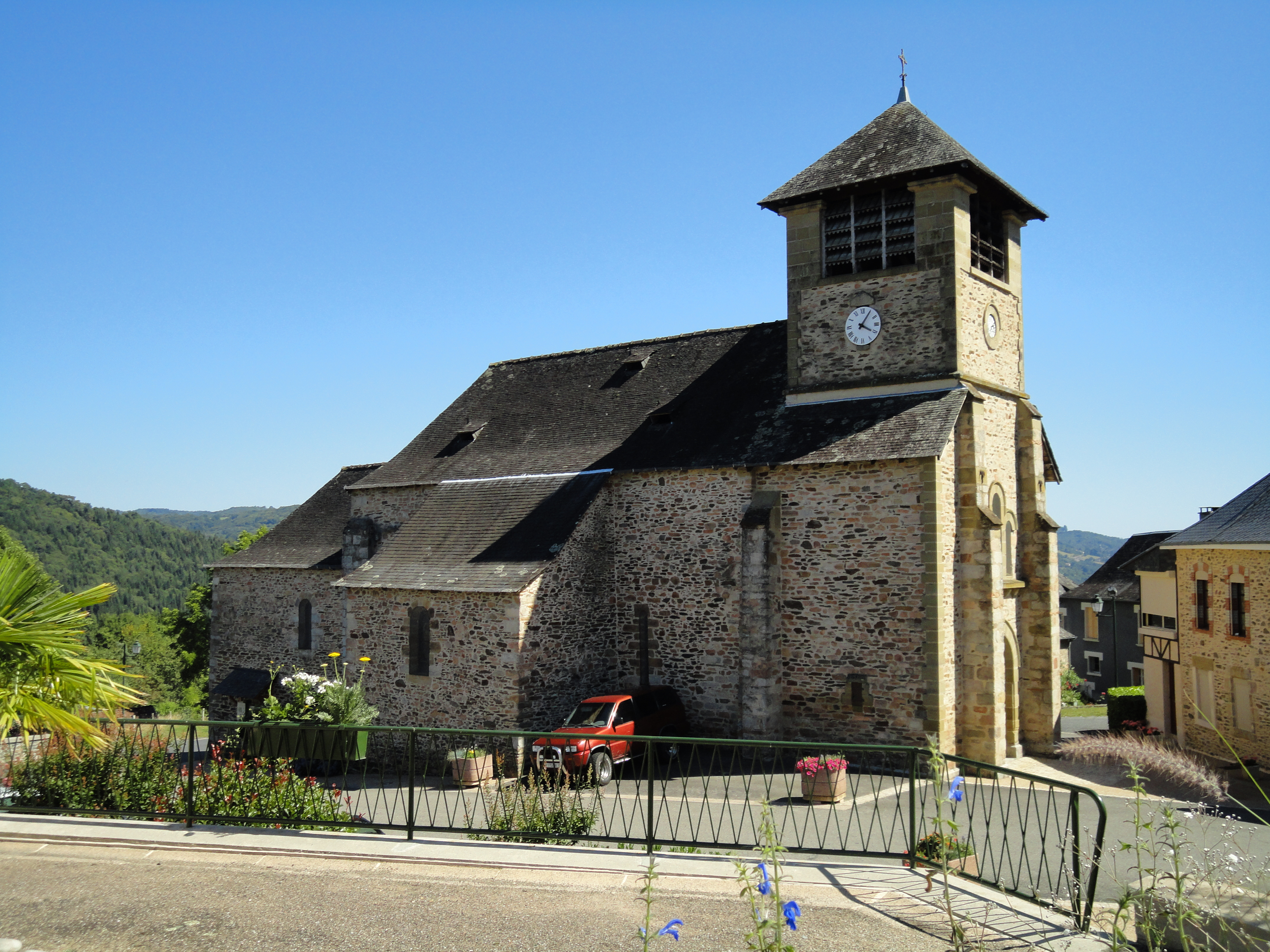
Kerk van Saint-Hilaire-Peyroux

## Geografie
De oppervlakte van Saint-Hilaire-Peyroux bedroeg op 1 januari 2022 18,89 vierkante kilometer; de bevolkingsdichtheid was toen 52,8 inwoners per km².
De onderstaande kaart toont de ligging van Saint-Hilaire-Peyroux met de belangrijkste infrastructuur en aangrenzende gemeenten.

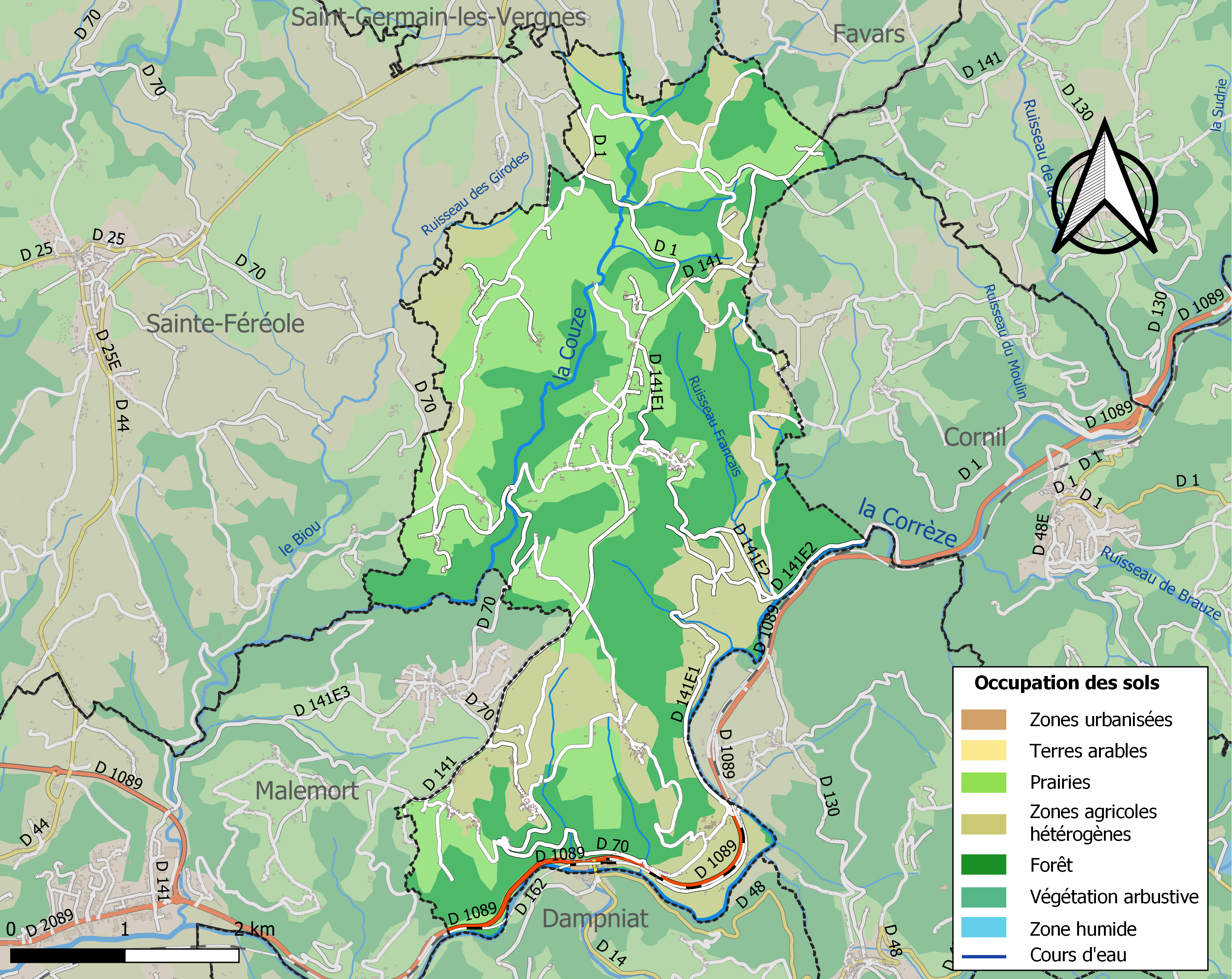

## Demografie
Onderstaande figuur toont het verloop van het inwonertal (bron: INSEE-tellingen).